# Ne-Yo
Ne-Yo, artiestennaam van Shaffer Chimere Smith (Camden, Arkansas, 18 oktober 1979), is een Amerikaanse singer-songwriter. Hij werd in 2006 bekend door zijn hit So Sick en maakte verder furore met nummers als Hate That I Love You (een duet met Rihanna) en Miss Independent.
De naam Ne-Yo is afgeleid van Neo, de hoofdpersoon uit de filmtrilogie The Matrix.

## Biografie
Ne-Yo werd in 1979 geboren als Shaffer Chimere Smith in de Amerikaanse staat Arkansas. Hij groeide op in een eenoudergezin en verhuisde op jonge leeftijd met zijn moeder naar Las Vegas. Na de middelbare school ging hij zingen in een r&b-groep. Deze groep kreeg echter geen contract bij platenmaatschappijen. In Los Angeles gingen ze muziek schrijven voor de groep Youngstown. Het componeren beviel Ne-Yo zo goed, dat hij besloot hiermee door te gaan. De door Ne-Yo ingezongen demo's die ze naar verschillende labels stuurden, wekten interesse bij Columbia, waar hij een contract aangeboden kreeg. Een voor deze maatschappij opgenomen album werd echter nooit uitgebracht. Hij bleef echter wel actief als componist. Zo schreef hij onder andere mee aan nummers voor Beyoncé, Mary J. Blige, Faith Evans, Plies, Christina Milian, B2K en Rihanna.
Zijn grote doorbraak als componist had hij met het nummer Let Me Love You van Mario, waaraan hij had meegeschreven. Dat nummer was eind 2004 een Amerikaanse nummer 1-hit en begin 2005 een grote hit in Europa. In augustus 2005 tekende Ne-Yo bij Def Jam, waar het hem wel lukte om als zanger door te breken.
Zijn eerste single Stay, samen met rapper Peedi Crakk, was een kleine hit in de r&b-lijst van Billboard, maar met de opvolger So Sick scoorde hij een nummer 1-hit in de Billboard Hot 100. In de Nederlandse Top 40 bereikte dit nummer in 2006 de elfde plaats en in de Vlaamse Ultratop kwam het tot plaats zeventien. Na deze twee singles werd zijn debuutalbum In my own words uitgebracht. Van dit album verschenen When you're mad en Sexy love nog op single.
Ondanks zijn solocarrière bleef Ne-Yo ook actief als componist. Hij schreef onder meer mee aan nummers voor onder anderen Britney Spears en Beyoncé. Daarnaast heeft hij meegeschreven aan de soundtrack voor de film Stomp the Yard, waarin hij zelf ook heeft meegespeeld. In 2012 speelde hij in de oorlogsfilm Red Tails de rol van Andrew Salem.
In 2011 scoorde Ne-Yo een wereldhit met Give me everything, een samenwerking met Pitbull, Afrojack en Nayer. Het nummer werd onder meer een nummer 1-hit in Nederland en Vlaanderen. In 2015 scoorde Ne-Yo in Vlaanderen opnieuw een nummer 1-hit met Higher place, een samenwerking met Dimitri Vegas & Like Mike.

### Privéleven
In 2005 beviel zijn toenmalige vriendin van een zoon. Hoewel Ne-Yo dacht dat hij de vader van het kind was, bleek dit biologisch gezien niet zo te zijn. Met zijn ex-verloofde Monyetta Shaw kreeg hij twee kinderen (in 2010 een dochter en in 2011 een zoon). Ne-Yo trouwde op 20 februari 2016 met zijn hoogzwangere vriendin Crystal Williams.

## Stijl
Ne-Yo's stijl is door pop beïnvloede r&b. Sommige nummers zijn echte r&b-liedjes, zoals Miss Independent, maar andere, zoals Closer, zijn sterk door dance beïnvloed. Op zijn vierde album Libra Scale zijn bovendien invloeden uit de elektronische muziek te horen.

## Discografie

### Albums
| Album met eventuele hitnotering(en) in de Nederlandse Album Top 100 | Datum van verschijnen | Datum van binnenkomst | Hoogste positie | Aantal weken | Opmerkingen |
| ------------------------------------------------------------------- | --------------------- | --------------------- | --------------- | ------------ | ----------- |
| In my own words                                                     | 28-02-2006            | 08-04-2006            | 50              | 14           |             |
| Because of you                                                      | 27-04-2007            | 05-05-2007            | 30              | 10           |             |
| Year of the gentleman                                               | 16-09-2008            | 20-09-2008            | 26              | 34           |             |
| Libra Scale                                                         | 29-10-2010            | 06-11-2010            | 48              | 1            |             |
| R.E.D.                                                              | 02-11-2012            | 10-11-2012            | 34              | 1            |             |
| Non-fiction                                                         | 2015                  | 21-02-2015            | 44              | 1            |             |

| Album met hitnotering(en) in de Vlaamse Ultratop 200 albums | Datum van verschijnen | Datum van binnenkomst | Hoogste positie | Aantal weken | Opmerkingen |
| ----------------------------------------------------------- | --------------------- | --------------------- | --------------- | ------------ | ----------- |
| In my own words                                             | 2006                  | 13-05-2006            | 86              | 5            |             |
| Because of you                                              | 2007                  | 19-05-2007            | 59              | 7            |             |
| Year of the gentleman                                       | 2008                  | 20-09-2008            | 35              | 20           |             |
| Libra Scale                                                 | 2010                  | 06-11-2010            | 28              | 9            |             |
| R.E.D.                                                      | 2012                  | 10-11-2012            | 39              | 17           |             |
| Non-fiction                                                 | 2015                  | 28-02-2015            | 56              | 3            |             |

### Singles
| Single met eventuele hitnotering(en) in de Nederlandse Top 40 | Datum van verschijnen | Datum van binnenkomst | Hoogste positie | Aantal weken | Opmerkingen                                                              |
| ------------------------------------------------------------- | --------------------- | --------------------- | --------------- | ------------ | ------------------------------------------------------------------------ |
| So Sick                                                       | 03-2006               | 25-03-2006            | 11              | 10           | Nr. 11 in de Single Top 100                                              |
| Sexy love                                                     | 07-2006               | 12-08-2006            | 30              | 5            | Nr. 42 in de Single Top 100                                              |
| Because of You                                                | 13-03-2007            | 28-04-2007            | 12              | 10           | Nr. 24 in de Single Top 100 / Alarmschijf                                |
| Hate That I Love You                                          | 28-01-2008            | 23-02-2008            | 7               | 12           | met Rihanna / Nr. 22 in de Single Top 100 / Alarmschijf                  |
| Closer                                                        | 2008                  | 26-07-2008            | 12              | 18           | Nr. 10 in de Single Top 100                                              |
| Miss independent                                              | 2008                  | 29-11-2008            | 6               | 13           | Nr. 34 in de Single Top 100 / Alarmschijf                                |
| Mad                                                           | 2009                  | 28-03-2009            | 30              | 3            | Nr. 65 in de Single Top 100                                              |
| Knock you down                                                | 2009                  | 25-07-2009            | 8               | 12           | met Keri Hilson & Kanye West / Nr. 24 in de Single Top 100 / Alarmschijf |
| Beautiful monster                                             | 2010                  | 02-10-2010            | 25              | 7            | Nr. 48 in de Single Top 100                                              |
| Give me everything                                            | 04-04-2011            | 14-05-2011            | 1(2wk)          | 25           | met Pitbull, Afrojack & Nayer / Nr. 2 in de Single Top 100               |
| Let's go                                                      | 26-03-2012            | 12-05-2012            | 27              | 12           | met Calvin Harris / Nr. 44 in de Single Top 100                          |
| Let Me Love You (Until you learn to love yourself)            | 09-07-2012            | 25-08-2012            | 26              | 14           | Nr. 20 in de Single Top 100                                              |
| Turn around                                                   | 17-09-2012            | 17-11-2012            | 15              | 11           | met Conor Maynard / Nr. 20 in de Single Top 100 / Alarmschijf            |
| Forever now                                                   | 2012                  | 19-01-2013            | tip14           | -            |                                                                          |
| Play hard                                                     | 2012                  | 11-05-2013            | tip12           | -            | met David Guetta & Akon / Nr. 37 in de Single Top 100                    |
| Coming with you                                               | 2015                  | 24-01-2015            | tip4            | -            |                                                                          |
| Time of our lives                                             | 2014                  | 14-02-2015            | 15              | 18           | met Pitbull / Nr. 15 in de Single Top 100                                |
| Unlove You                                                    | 2019                  | 30-11-2019            | 37              | 1            | met Armin van Buuren                                                     |

| Single met hitnotering(en) in de Vlaamse Ultratop 50 | Datum van verschijnen | Datum van binnenkomst | Hoogste positie | Aantal weken | Opmerkingen                               |
| ---------------------------------------------------- | --------------------- | --------------------- | --------------- | ------------ | ----------------------------------------- |
| So Sick                                              |                       | 15-04-2006            | 17              | 12           | Nr. 18 in de Radio 2 Top 30               |
| Sexy love                                            | 2006                  | 05-08-2006            | tip3            | -            |                                           |
| Because of You                                       |                       | 12-05-2007            | 44              | 8            | Nr. 17 in de Radio 2 Top 30               |
| Hate That I Love You                                 | 2008                  | 12-04-2008            | 23              | 8            | met Rihanna / Nr. 12 in de Radio 2 Top 30 |
| Closer                                               | 2008                  | 28-06-2008            | 24              | 18           |                                           |
| Miss independent                                     | 2008                  | 04-10-2008            | tip2            | -            |                                           |
| Mad                                                  | 2009                  | 28-03-2009            | tip15           | -            |                                           |
| Knock you down                                       | 2009                  | 22-08-2009            | 49              | 1            | met Keri Hilson & Kanye West              |
| Beautiful monster                                    | 2010                  | 28-08-2010            | 16              | 15           |                                           |
| One in a million                                     | 2010                  | 20-11-2010            | tip20           | -            |                                           |
| Give me everything                                   | 2011                  | 16-04-2011            | 1(5wk)          | 27           | met Pitbull, Afrojack & Nayer / Platina   |
| Let's go                                             | 2012                  | 02-06-2012            | 31              | 9            | met Calvin Harris                         |
| Hands in the air                                     | 2012                  | 11-08-2012            | tip34           | -            | met Timbaland                             |
| Play hard                                            | 2012                  | 22-09-2012            | 7               | 27           | met David Guetta & Akon                   |
| Let Me Love You (Until your learn to love yourself)  | 2012                  | 29-09-2012            | 10              | 18           |                                           |
| Turn around                                          | 2012                  | 27-10-2012            | 26              | 10           | met Conor Maynard                         |
| Forever now                                          | 2013                  | 26-01-2013            | tip19           | -            |                                           |
| Time of our lives                                    | 2013                  | 27-12-2014            | tip3            | -            | met Pitbull                               |
| She knows                                            | 2013                  | 03-01-2015            | tip52           | -            | met Juicy J                               |
| Coming with you                                      | 2013                  | 17-01-2015            | tip42           | -            |                                           |
| Higher place                                         | 2015                  | 18-07-2015            | 1(3wk)          | 23           | met Dimitri Vegas & Like Mike             |